# Psicopompo

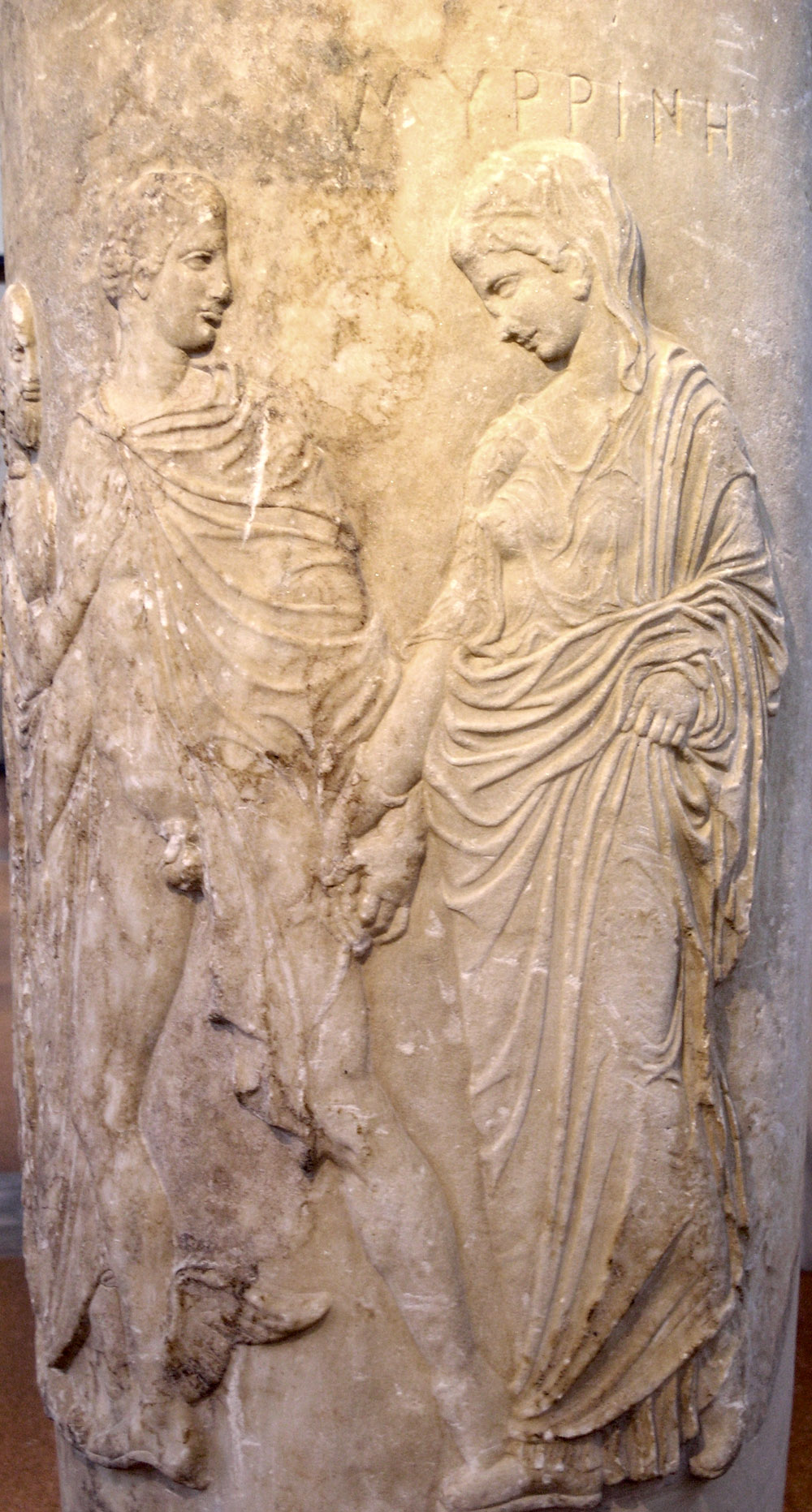
Socorro de um lekythos funerário esculpido em Atenas: Hermes como psicopompa conduz a falecida, Myrrhine, uma sacerdotisa de Atenas, para Hades, c.  430–420 a.C. (Museu Arqueológico Nacional de Atenas).

Psicopompo (da palavra grega ψυχοπομπός, psychopompós, que significa literalmente o 'guia das almas') são criaturas, espíritos, anjos ou divindades em muitas religiões cuja responsabilidade é escoltar as almas recém-falecidas da Terra para a vida após a morte. Seu papel não é julgar o falecido, mas simplesmente guiá-lo. Aparecendo com frequência na arte funerária, os psicopompos foram descritos em diferentes épocas e em diferentes culturas como entidades antropomórficas, cavalos, veados, cães, noitibós-cantores, corvos, abutres, corujas, pardais e cucos. Quando vistos como pássaros, costumam ser vistos em grandes massas, esperando do lado de fora da casa dos moribundos.
De sua origem grega, a palavra psychopompós, junção de psyche (alma) e pompós (guia), designa um ente cuja função é guiar ou conduzir a percepção de um ser humano entre dois ou mais eventos significantes. Guia interior, o psicopompo pode ser de natureza humana, (Ariadne), animal (coelho de Alice no País das Maravilhas) ou espiritual (Hermes, Daimon).
Arquétipo presente na maioria dos registros mitológicos, sonhos, filmes e contos populares, ele surge espontaneamente e assume a tarefa de revelar um símbolo ou sentido orientador, necessário para a continuidade da trajetória individual de quem o encontra.
Segundo o Dicionário Crítico de Análise Junguiana: "A figura que guia a alma em ocasiões de iniciação e transição: uma função tradicionalmente atribuída a Hermes no mito grego, pois ele, além de mensageiro dos deuses, era o deus que acompanhava as almas dos mortos, sendo capaz de transitar entre as polaridades (não somente a morte e a vida, mas também a  noite e o dia, o céu e a terra)".

## Religiões Antigas
Exemplos clássicos de psicopompo são o antigo deus egípcio Anúbis, a divindade Yama no hinduísmo, o barqueiro grego Caronte  e o deus Hermes, o deus romano Mercúrio, as Valquírias nórdicas, o Xolotl asteca , a Morana eslava e o Vanto etrusco.

## Religiões modernas
Heibai Wuchang, literalmente "impermanência Branca e Negra", são duas divindades da religião popular chinesa encarregadas de escoltar os espíritos dos mortos para o submundo.
A forma de Shiva como Tarakeshwara no hinduísmo desempenha um papel semelhante, embora conduza a alma para moksha em vez de uma vida após a morte. Além disso, no Bhagavata Purana, os Visnudutas e Yamadutas também são mensageiros para seus respectivos mestres, Vishnu e Yama . Seu papel é ilustrado vividamente na história de Ajamila . Em muitas crenças, um espírito levado para o submundo é violentamente arrancado de seu corpo.
Na tradição persa, Daena, a autoguia zoroastriana, aparece como uma bela jovem donzela para aqueles que merecem cruzar a ponte Chinvat ou uma horrível velha bruxa para aqueles que não merecem.
No Islã, Azrael desempenha o papel do anjo da morte que carrega a alma até os céus. No entanto, ele só age com a permissão de Deus.
O conceito politeísta de uma divindade específica da morte é rejeitado pelo monoteísmo judaico porque somente Deus é considerado o mestre da morte e da vida. No entanto, um psicopompo judeu é o arcanjo Samael, cujo papel na tradição talmúdica e pós-talmúdica é tanto como anjo da morte quanto como acusador.
Em muitas culturas, o xamã também desempenha o papel de psicopompo. Isso pode incluir não apenas acompanhar a alma do morto, mas também ajudar no nascimento, para apresentar a alma da criança recém-nascida ao mundo. Isso também explica o título contemporâneo de "parteira para os moribundos" ou " Doula no fim da vida ", que é outra forma de trabalho psicopompo.
Na cultura filipina, os espíritos ancestrais (anito) funcionam como psicopompos. Quando os moribundos clamam por pessoas mortas específicas (por exemplo, pais, parceiros), os espíritos dos últimos são supostamente visíveis para os primeiros. Os espíritos, que tradicionalmente esperam ao pé do leito de morte, recuperam (tagalo : sundô) a alma logo após a morte e a escoltam para a vida após a morte. No Cristianismo, São Pedro, Miguel Arcanjo e Jesus são considerados psicopompos, quer conduzindo os mortos para o céu ou, como no caso de Pedro, permitindo-lhes passar pelos portões.

## Psicologia e Cultura Popular
Na psicologia junguiana, o psicopompo é um mediador entre os reinos inconsciente e consciente. É simbolicamente personificado nos sonhos como um homem ou mulher sábia ou, às vezes, como um animal útil. O psicopompo moderno mais comum que aparece na cultura popular é o Grim Reaper, que data da Inglaterra do século XV e foi adotado em muitas outras culturas ao redor do mundo ao longo dos anos; por exemplo, o shinigami na cultura japonesa hoje, ou Santa Muerte.
Em “The Dunwich Horror”, de HP Lovecraft, os whippoorwills são considerados psicopompos pelos habitantes de Dunwich, acreditando que os pássaros tentam capturar as almas ao deixarem um corpo moribundo. No romance de Stephen King de 1989, The Dark Half, e no filme de 1993 de mesmo nome baseado no romance, os pardais são descritos como um tipo de psicopompo.
Tanto na série dramática de TV da BBC Life on Mars quanto em Ashes to Ashes, o personagem de DCI Gene Hunt é um psicopompo para policiais mortos e moribundos. Isso não é revelado até o episódio final da última série de Ashes to Ashes.
Tanto na série de quadrinhos quanto na série de filmes de 1994 The Crow, vários corvos são descritos como psicopompos que carregam as almas dos mortos para a vida após a morte e os guiam de volta ao mundo mortal para se vingar das pessoas que os mataram.